# Жан Лоран (фудбалер)
Жан Лоран (фр. Jean Laurent; Мезон Алфор, 30. децембра 1906 — Бурбон л'Аршамбо, 14. маја 1995) био је француски фудбалер. Играо је као дефанзивац. Био је старији брат Лисјена Лорана, који је такође био међународни фудбалер, и постигао је први гол у историји Светског фудбалског првенства.
Играо је за ФК Париз, ФК Сошо, Францес, ФК Рен и Тулуз. Играо је за Француску између 1930. и 1932. године и играо је укупно 9 утакмица. Учествовао је на Светском купу 1930.
Преминуо је у 88. години 1995.